# Geilo
Geilo è una località del comune di Hol, nella contea norvegese di Buskerud. Situata nella valle di Hallingdal a circa 800 metri sul livello del mare, è stata la prima stazione sciistica del paese. Ha ospitato nel 1980 i II Giochi paralimpici invernali.